# Heiko Münch
Heiko Münch (* 18. Februar 1963) ist ein ehemaliger deutscher Fußballspieler. In der höchsten Spielklasse des DDR-Fußballs, der Oberliga, spielte er für die BSG Wismut Aue.

## Sportliche Laufbahn
Die ersten Schritte im überregionalen Männerfußball der DDR wurden für Heiko Münch bei der FSV Lokomotive Dresden Anfang der 1980er-Jahre in der zweitklassigen Liga registriert. Unterbrochen von einem Aufenthalt bei der ASG Vorwärts Plauen, währenddessen er parallel zum Wehrdienst in der Nationalen Volksarmee ebenfalls Zweitligafußball spielen konnte, bot sich der vor allem in Mittelfeld und Abwehr eingesetzte Kicker in dieser Zeit für höhere Aufgaben an.
Vor der Oberligaspielzeit 1984/85 erfolgte sein Wechsel in die höchste Spielklasse des ostdeutschen Fußballs. Vom FSV Lok Dresden wurde der damals 21-jährige Zimmerer zur BSG Wismut Aue delegiert. Der Neuzugang debütierte am Ende der 1. Halbserie im Oberhaus. Am 2. Dezember 1984 stand er beim 1:1-Auswärtsremis gegen die BSG Stahl Brandenburg sofort in der Startformation. Nach diesem Premierenspiel am 12. Spieltag entwickelte sich der Oberliganovize in der Rückrunde zum Stammspieler. Mit zwölf Einsätzen in seinem Premierenjahr trug er zum sehr guten 4. Platz der Betriebssportgemeinschaft der SDAG Wismut und der damit verbundenen Qualifikation für den UEFA-Pokal 1985/86 bei. Mit den Veilchen trat die Defensivkraft in seiner Karriere zweimal im Europapokal an. Insgesamt bestritt der 1,72 Meter große Münch dabei vier Partien im UEFA Cup. In der DDR-Oberliga standen am Ende seiner Zeit im Otto-Grotewohl-Stadion 110 Einsätze zu Buche, in denen ihm ein Tor gelang. Diesen Treffer schoss Münch am 17. Spieltag der Saison 1986/87, an deren Ende sich die Auer wiederum als Vierter für den UEFA-Pokal 1987/88 qualifizierten, beim 2:0-Wismut-Auswärtssieg bei der BSG Fortschritt Bischofswerda.
Rund um den Übergang vom 1. zum 2. Quartal 1990 wechselte er von der nach dem Mauerfall als FC Wismut Aue antretenden Elf aus dem Erzgebirge zum BSG-Sachsenring-Nachfolger FSV Zwickau, also innerhalb der Wendesaison 1989/90 von der Oberliga in die Liga. Im Sommer 1990 schloss sich der damals 27-jährige Fußballer dann bereits dem FSV Wismut Gera an, bei dem er in der letzten eigenständigen Saison des ostdeutschen Zweitligafußballs in 15 Begegnungen eingesetzt wurde. Nach der Zusammenführung von ost- und westdeutschem Verbandsstrukturen im Rahmen der Wiedervereinigung verliert sich seine Spur in den höheren Spielklassen des gesamtdeutschen Ligafußballs.